# Rio das Antas (Tibaji)
Der Rio das Antas ist ein etwa 67 km langer rechter Nebenfluss des Rio Tibaji im Inneren des brasilianischen Bundesstaats Paraná.

## Etymologie

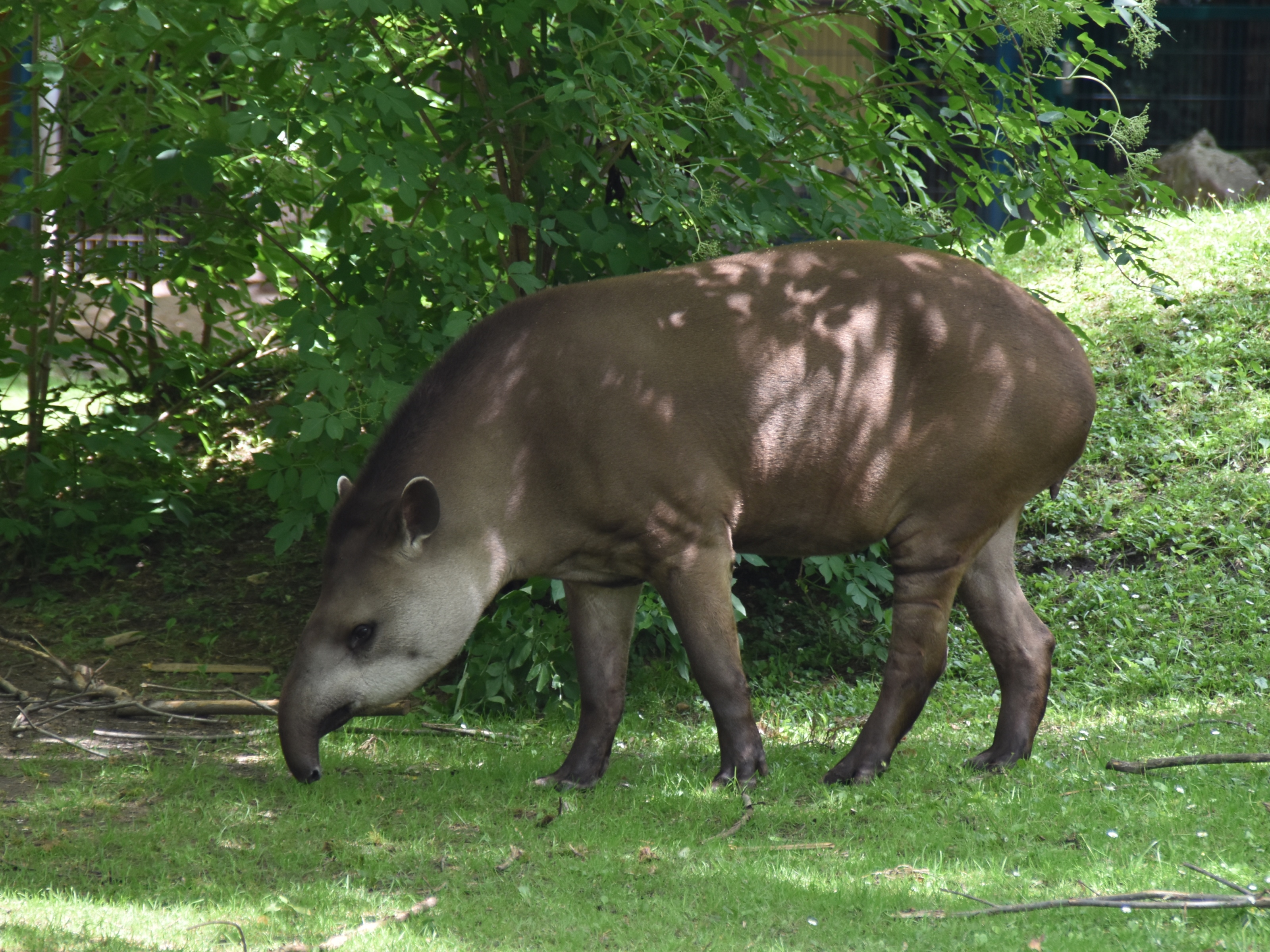
Anta, deutsch: Tapir

Der Name Rio das Antas bedeutet Tapirfluss und bezieht sich auf die Tapire (portugiesisch: Antas), die an den Flussufern anzutreffen waren.

## Geografie

### Lage
Das Einzugsgebiet des Rio das Antas befindet sich auf dem Segundo Planalto Paranaense (Zweite oder Ponta-Grossa-Hochebene von Paraná).

### Verlauf
Sein Quellgebiet liegt im Munizip Curiúva auf 907 m Meereshöhe in den Campos Gerais do Paraná etwa 2 km südlich der Ortschaft Colônia Dantas an der PR-090 (Estrada do Cerne) zwischen São Jerônimo da Serra und Ventania.
Der Fluss verläuft in westlicher Richtung. Nach wenigen Kilometern erreicht er die Munizipgrenze zu Telêmaco Borba und fließt dann bis zu seiner Mündung in den Rio Tibaji entlang der Grenze. Er mündet auf 517 m Höhe unterhalb des Wasserkraftwerks Presidente Vargas. Der Fluss ist etwa 67 km lang. Er entwässert ein Einzugsgebiet von 690 km².  

### Munizipien im Einzugsgebiet
Am Rio das Antas liegen die zwei Munizpien Curiúva und Telêmaco Borba. 

### Nebenflüsse
links:
- Côrrego da Vila
- Ribeirão Invernadinha
- Ribeirão dos Esquecidos
- Arroio Esquecido
- Rio Anta Brava
- Ribeirão Sossegadinho

rechts:
- Arroio Barrerinha
- Ribeirão Água Grande